# Бротнице
Бротнице су насељено место у саставу општине Конавле, Дубровачко-неретванска жупанија, Република Хрватска.

## Географски положај
Бротнице се налазе у Конавоским брдима, са северозападне стране планине Снијежнице, у непосредној близини границе са Босном и Херцеговином, уз локалну пут која води од Звековице према источном делу Конавоских брда.

## Историја
До територијалне реорганизације у Хрватској налазиле су се у саставу старе општине Дубровник. Ту је познати српски стећак.

## Становништво
На попису становништва 2011. године, Бротнице су имале 31 становника.
| Број становника по пописима | Број становника по пописима | Број становника по пописима | Број становника по пописима | Број становника по пописима | Број становника по пописима | Број становника по пописима | Број становника по пописима | Број становника по пописима | Број становника по пописима | Број становника по пописима | Број становника по пописима | Број становника по пописима | Број становника по пописима | Број становника по пописима | Број становника по пописима |
| --------------------------- | --------------------------- | --------------------------- | --------------------------- | --------------------------- | --------------------------- | --------------------------- | --------------------------- | --------------------------- | --------------------------- | --------------------------- | --------------------------- | --------------------------- | --------------------------- | --------------------------- | --------------------------- |
| 1857                        | 1869                        | 1880                        | 1890                        | 1900                        | 1910                        | 1921                        | 1931                        | 1948                        | 1953                        | 1961                        | 1971                        | 1981                        | 1991                        | 2001                        | 2011                        |
| 110                         | 95                          | 102                         | 104                         | 87                          | 96                          | 94                          | 91                          | 72                          | 78                          | 70                          | 51                          | 33                          | 34                          | 34                          | 31                          |

Напомена: Од 1857. до 1880. исказивано под именом Бротњице.

### Попис1991.
На попису становништва 1991. године, насељено место Бротнице је имало 34 становника, следећег националног састава:
| Попис 1991.‍ | Попис 1991.‍ | Попис 1991.‍ | Попис 1991.‍ | Попис 1991.‍ |
| ----------- | ----------- | ----------- | ----------- | ----------- |
|             |             |             |             |             |
| Хрвати      | Хрвати      |             | 34          | 100%        |
| укупно: 34  |             |             |             |             |

## Привреда
Малобројно становништво се бави пољопривредом.